# كلارا د. بلومفيلد
كلارا د. بلومفيلد (بالإنجليزية: Clara D. Bloomfield)‏ هي طبيبة أمريكية، ولدت في 15 مايو 1942 في فلاشينغ ‏ في الولايات المتحدة.